# Dassel (Minnesota)
Dassel es una ciudad ubicada en el condado de Meeker en el estado estadounidense de Minnesota. En el Censo de 2010 tenía una población de 1469 habitantes y una densidad poblacional de 330,33 personas por km².

## Geografía
Dassel se encuentra ubicada en las coordenadas 45°5′3″N 94°19′2″O / 45.08417, -94.31722. Según la Oficina del Censo de los Estados Unidos, Dassel tiene una superficie total de 4.45 km², de la cual 4.21 km² corresponden a tierra firme y (5.3%) 0.24 km² es agua.

## Demografía
Según el censo de 2010, había 1469 personas residiendo en Dassel. La densidad de población era de 330,33 hab./km². De los 1469 habitantes, Dassel estaba compuesto por el 95.37% blancos, el 0.34% eran afroamericanos, el 1.02% eran amerindios, el 0.82% eran asiáticos, el 0.48% eran isleños del Pacífico, el 0.95% eran de otras razas y el 1.02% pertenecían a dos o más razas. Del total de la población el 1.97% eran hispanos o latinos de cualquier raza.